# Liste der römischen Thermen in Spanien
Die Liste der römischen Thermen in Spanien verzeichnet alle bekannten römischen Thermen auf dem Gebiet des heutigen Spaniens.
| Thermen von                    | Heutige Lage                 | Koordinaten | Zeitliche Einordnung              | Anmerkungen | Bild |
| ------------------------------ | ---------------------------- | ----------- | --------------------------------- | ----------- | ---- |
| Alameda                        | Alameda (Málaga)             |             |                                   |             |      |
| Alange                         | Alange                       |             | 3. Jahrhundert                    |             |      |
| Alhama de Murcia               | Alhama de Murcia             |             |                                   |             |      |
| Lucentum                       | Alicante                     |             |                                   |             |      |
| Arcóbriga                      | Arcóbriga (Monreal de Ariza) |             | Spätrepublikanisch                |             |      |
| Asturica Augusta               | Astorga                      |             | 1. bis 5. Jahrhundert             |             |      |
| Azaila                         | Cabezo de Alcalá (Azaila)    |             | Spätrepublikanisch                |             |      |
| Baelo Claudia                  | Bolonia Tarifa               |             | 1. bis 2. Jahrhundert             |             |      |
| Baetulo                        | Badalona                     |             | Spätrepublikanisch                |             |      |
| Barcino                        | Barcelona                    |             |                                   |             |      |
| Bílbilis                       | Calatayud                    |             |                                   |             |      |
| Ca l’Arnau                     | Cabrera de Mar               |             | Spätrepublikanisch                |             |      |
| Camino Viejo de las Sepulturas | Balazote                     |             |                                   |             |      |
| Campo Valdés                   | Gijón                        |             |                                   |             |      |
| Caravaca de la Cruz            | Caravaca de la Cruz          |             |                                   |             |      |
| Cartago Nova                   | Cartagena                    |             |                                   |             |      |
| Carteia                        | San Roque                    |             |                                   |             |      |
| Cercadilla                     | Córdoba                      |             |                                   |             |      |
| Clunia                         | Peñalba de Castro            |             |                                   |             |      |
| Complutum                      | Alcalá de Henares            |             | 1. bis 3. Jahrhundert             |             |      |
| Corduba                        | Córdoba                      |             |                                   |             |      |
| Cortijo de Aparicio el Grande  | Gilena                       |             |                                   |             |      |
| El Saucedo                     | Talavera la Nueva            |             | Frühkaiserzeitlich                |             |      |
| Ampurias                       | San Martín de Ampurias       |             | Spätrepublikanisch                |             |      |
| Herrera                        | Herrera                      |             |                                   |             |      |
| Íllora                         | Íllora                       |             |                                   |             |      |
| Itálica                        | Santiponce                   |             |                                   |             |      |
| Isla Plana                     | Isla Plana (Cartagena)       |             |                                   |             |      |
| La Cabañeta                    | El Burgo de Ebro             |             |                                   |             |      |
| La Olmeda                      | Pedrosa de la Vega           |             | 4. Jahrhundert                    |             |      |
| La Tejada                      | Quintanilla de la Cueza      |             |                                   |             |      |
| Labitolosa                     | La Puebla de Castro          |             | Imperial                          |             |      |
| Lancia                         | Villasabariego               |             |                                   |             |      |
| Lecrín                         | Lecrín                       |             |                                   |             |      |
| Legio                          | León                         |             |                                   |             |      |
| Ilerda                         | Lleida                       |             | 1. bis 2. Jahrhundert             |             |      |
| Edeta                          | Llíria                       |             | Kaiserzeitlich                    |             |      |
| Los Bañales                    | Uncastillo                   |             | Kaiserzeitlich                    |             |      |
| Lucus Augusti                  | Lugo                         |             |                                   |             |      |
| Malaca                         | Málaga                       |             |                                   |             |      |
| Augusta Emerita                | Mérida                       |             |                                   |             |      |
| Miróbriga                      | Capilla                      |             |                                   |             |      |
| San Baudilio                   | Sant Boi de Llobregat        |             |                                   |             |      |
| Las Bóvedas                    | San Pedro de Alcántara       |             |                                   |             |      |
| Segóbriga                      | Saelices                     |             | Augusteisch                       |             |      |
| Tarraco                        | Tarragona                    |             |                                   |             |      |
| Torreblanca del Sol            | Fuengirola                   |             |                                   |             |      |
| Valentia                       | Valencia                     |             | Spätrepublikanisch-Kaiserzeitlich |             |      |
| El Vilarenc                    | Calafell                     |             |                                   |             |      |
| Allon                          | Villajoyosa                  |             |                                   |             |      |
| Caesaraugusta                  | Saragossa                    |             |                                   |             |      |